# Stora Kungsholstjärnen
Stora Kungsholstjärnen är en sjö i Rättviks kommun i Dalarna och ingår i Dalälvens huvudavrinningsområde. Sjön har en area på 0,0492 kvadratkilometer och ligger 180,3 meter över havet.

## Delavrinningsområde
Stora Kungsholstjärnen ingår i det delavrinningsområde (675647-146567) som SMHI kallar för Ovan Draggån. Medelhöjden är 191 meter över havet och ytan är 1,95 kvadratkilometer. Räknas de 19 avrinningsområdena uppströms in blir den ackumulerade arean 169,62 kvadratkilometer. Enån som avvattnar avrinningsområdet har biflödesordning 2, vilket innebär att vattnet flödar genom totalt 2 vattendrag innan det når havet efter 302 kilometer. Avrinningsområdet består mestadels av skog (87 procent). Avrinningsområdet har 0,1 kvadratkilometer vattenytor vilket ger det en sjöprocent på 5 procent.